# Destriz
Destriz ist ein Ort und eine ehemalige Gemeinde (Freguesia) im portugiesischen Kreis Oliveira de Frades. Die Gemeinde hatte 347 Einwohner (Stand 30. Juni 2011).
Am 29. September 2013 wurden die Gemeinden Destriz und Reigoso zur neuen Gemeinde União das Freguesias de Destriz e Reigoso zusammengeschlossen. Destriz ist Sitz dieser neu gebildeten Gemeinde.